# Coefficiente di rivalutazione dei redditi
Il coefficiente di rivalutazione dei redditi, detto anche coefficiente di rivalutazione, nell'ordinamento italiano, ovvero nel campo della previdenza sociale obbligatoria è utilizzato per la determinazione dell'importo annuo della pensione di vecchiaia con il metodo di calcolo retributivo.
Il coefficiente di rivalutazione dei redditi serve per rendere i redditi neutri rispetto all'inflazione, prima di eseguire la media matematica e determinare il reddito medio pensionabile.
I coefficienti di rivalutazione dei redditi sono fissati di anno in anno.

### Leggi
- Legge 8 agosto 1995, n. 335, in materia di "Riforma del sistema pensionistico obbligatorio e complementare."

### News
- Pensioni 2014: calcolo INPS con nuovi coefficienti ufficiali e il problema del valore dell'assegno, in webmasterpoint. URL consultato il 10 marzo 2014 (archiviato dall'url originale il 10 marzo 2014).